# العتلة (أرحب)

تعديل مصدري - تعديل

العتلة هي إحدى قرى عزلة بني على بمديرية أرحب التابعة لمحافظة صنعاء، بلغ تعداد سكانها 179 نسمة حسب تعداد اليمن لعام 2004.